# Sensomotorische Einlagen
Eine sensomotorische Einlage ist auch unter dem Namen propriozeptive Einlage oder afferenzstimulierende Einlage bekannt. Bei dieser speziellen Einlage wird die Biomechanik des Körpers durch gezielt eingesetzte sensorische Impulse unterstützt. Dabei soll die Aktivität einzelner Muskeln oder Muskelgruppen beim Gehen, Laufen oder Stehen zielgerichtet verändert werden, indem die Muskelspannung erhöht (tonisiert) oder vermindert (detonisiert) wird. Die Wirksamkeit ist derzeit nur in Teilen und für manche Fertigungskonzepte belegt, wenngleich es wohl eine Vielzahl von subjektiven Erfolgen in der Behandlung von orthopädischen Fehlstellungen und Ungleichgewichten gibt.
Eine Schwierigkeit liegt darin, dass unter den genannten Oberbegriffen eine Vielzahl an unterschiedlichen Einlagenkonzepten subsumiert werden, die sich in der Art der handwerklichen Fertigung und in der postulierten Wirkungsweise unterscheiden.
Typische Einsatzgebiete sensomotorischer Einlagen sind beispielsweise:
- Lähmungen oder Spastik
- Rotationsfehlstellungen der Beine
- Fußfehlstellungen wie Spitzfuß, Senkfuß, Knickfuß und Klumpfuß
- Zehenfehlstellungen
- Achillessehnenbeschwerden
- Fersenspornprobleme
- Zehenspitzengang
- Kniebeschwerden
- Rückenbeschwerden

## Wirksamkeit
Eine Studie vom März 2013 hat den Einfluss einer Einlage mit einem speziell ausgeformten sensomotorischem Element auf die Aktivität des M. peroneus longus in der Standphase untersucht und kommt zu dem Schluss, „dass eine schrittphasenabhängige Erhöhung der Aktivität des M. peroneus longus durch ein lateral druckerzeugendes Einlagenelement möglich ist. Dies eröffnet interessante therapeutische Ansatzpunkte bei Patienten mit Instabilität der Sprunggelenke oder Fußfehlformen, die zu einer verstärkten Supination tendieren und könnte bisherige konservative Ansätze ergänzen“.
Die Wirkung einzelner Einlagenelemente (mediale Elemente im Bereich des Calcaneus und laterale retrokapitale Elemente sowie deren Kombination) wurden in einer Studie aus dem Jahr 2020 untersucht. Die Autoren fanden statistisch signifikante Änderungen einzelner Gangparameter und schlussfolgern: „Es scheint allgemeine Tendenzen bei den unmittelbaren Veränderungen der Kinematik des Sprunggelenks zu geben, die durch alle drei sensomotorischen Orthesen verursacht werden, und neben den mechanischen Prinzipien scheint auch der“propriozeptive Mechanismus„eine Rolle zu spielen.“
Der Beratungsausschuss der der Deutschen Gesellschaft für Orthopädie und Orthopädische Chirurgie (DGOOC) für die Orthopädieschuhtechnik hat 2016 in einer Metaliteraturanalyse den Effekt einer Stimulation des Fußes mit Auswirkungen auf Muskel- und Gangaktivitäten nachweisen können. Als mögliche Wirkansätze konnten festgestellt werden: Tonus-Änderungen der Muskulatur, Änderungen von Gelenkstellungen, Entlastungen in bestimmten Bereichen und Reaktionen durch Periost-Reizungen. Sensomotorische Einlagen können daher bei der Therapie verschiedener orthopädischer Erkrankungsbilder eine Rolle spielen, z. B. beim Knick-Senk-Fuß des Kindes oder bei Erwachsenen. Die Evidenz zur Wirksamkeit dieser Versorgung ist noch spärlich und bedarf enger therapeutischer Begleitung.
Die Leitlinie „Kindlicher Knick-Senk-Fuß“, 2017 unter der Federführung der Deutschen Gesellschaft für Orthopädie und Orthopädische Chirurgie (DGOOC) verabschiedet, gibt im Rahmen der konservativen Behandlung des kindlichen Knick-Senk-Fußes als starke Empfehlung vor, sensomotorische Einlagen/Fußorthesen wegen ihrer propriozeptiven Stimulation zu bevorzugen. Dies setzt aber ein reaktionsfähiges Nerven-, Muskel- und Skelettsystem voraus.
Ranker stellt fest, dass bei geeigneter Fertigungstechnik (ausreichend hohe Pelotten) und in Kombination mit einem propriozeptiven Training die Einlagen zumindest eine positive Wirkung auf die Sensomotorik und die posturale Kontrolle haben können.
Weitere Studien
- Akute Effekte einer sensomotorischen Einlegesohle auf Haltungskennziffern des Achsskeletts.[8]
- U. Hafkemeyer, D. Poppenborg, C. Müller-Hliemann: Afferenzverstärkende Einlagen zur Therapie des funktionellen spastischen Spitzfußes. Sonderheft „Einlagen“, Orthopädieschuhtechnik 5/2004, S. 64–65.
- U. Hafkemeyer, D. Poppenborg, B. Drerup, M. Möller, H. H. Wetz: Improvements of Gait in paraplegic patients using proprioceptive insoles. Gait and Posture. Vol. 16, Supplement 1, 2002, S. 157–158.
- O. Ludwig, R. Quadflieg, M. Koch: Sensori-motor insoles may increase peroneus longus activity during stance phase of human gait. In: Br. J. Sports Med. (47), 2013, S. e3–e3. doi:10.1136/bjsports-2013-092558.95
- M. Janin: Treatment of Nociceptive Capacity of Plantar Irritating Stimulus by Sensorimotor Orthoses improves postural performances and balance. In: Foot and Ankle Surgery, 2016 S. 18. doi:10.1016/j.fas.2016.05.032
- C. Schulze, K. Liebau, A. Schmitt, S. Fröhlich, W. Mittelmeier: Einfluss von sensomotorischer Fußorthesen und Einlagen auf Kennmuskeln der unteren Extremität bei kindlichem Knick-Senkfuß. In: Deutscher Kongress für Orthopädie und Unfallchirurgie (DKOU 2018). Berlin, 23.-26.10.2018. German Medical Science GMS Publishing House; 2018. doi: 10.3205/18dkou688

## Methoden
Zur Erstellung von sensomotorischen Einlagen gibt es verschiedene herstellerspezifische Methoden u. a.:
- MBI / mind body insole
- Derks-Methode
- Jahrling (nach Lothar Jahrling)
- Nancy Hylton
- Woltring / Springer
- Pfaff
- Sensoped

### Die MBI Methode
Die MBI Methode beruht auf Standards und festen Strukturen von der Messung der Füße mit einem 2 D Scan, über die Analyse des Gang- und Laufbildes sowie den Produktionsprozess. In einer Dissertation wurde diese Einlagentechnik in Bezug auf eine positive Wirkungsweise in einigen Bereichen als statistisch signifikant eingestuft.

### Die Derks-Methode
Die Derks-Methode ist eine geschützte Methode in der Podologie. Die Therapie basiert auf einer Rechenmethode für die Erstellung von Einlagen. Eingangsvariablen sind dynamische Fußabdrücke und Fußdruckmessungen. Begründer ist der Niederländer K. Derks. Eine häufig angeführte wissenschaftliche Studie, welche die Wirksamkeit dieser Methode belegen soll, ist im Internet nicht zur Bewertung verfügbar.

### Die Woltring-Methode
Die Versorgungsmethode nach Woltring/Springer modifiziert und erweitert das System nach Jahrling. In einer peer-review-publizierten randomisierten Doppelblind-Studie wurde die Wirksamkeit des im System implementierten lateralen sensomotorisch wirkenden „Spot“ auf den M. peroneus longus nachgewiesen. Eine weitere Studie in Kampfstiefeln konnte die Wirkung dieses Einlagensystems auf die Aktivität des M. peroneus ebenfalls bestätigen.